# Vadzim Dzemidovič
Vadzim Uladzimiravič Dzemidovič (in bielorusso Вадзім Уладзіміравіч Дземідовіч?; Brėst, 20 settembre 1985) è un ex calciatore bielorusso, di ruolo centrocampista.

## Carriera
Ha giocato nella massima serie bielorussa.

## Palmarès

### Club

#### Competizioni nazionali
- Supercoppa di Bielorussia: 1

Homel': 2012
- Coppa di Bielorussia: 1

Tarpeda-BelAZ: 2015-2016